# Franz Goerlich (Verleger)
Franz Goerlich (* 15. Dezember 1839 in Neustadt in Oberschlesien; † 30. Januar 1908 in Breslau) war ein deutscher Buchhändler und Verleger.
Seine Lehr- und Wanderjahre führten ihn von seinem Heimatort nach Sagan, Münster i. W., Brünn und Essen a. d. Ruhr. In seiner Gehilfenzeit gab er ein Gehilfen-Adressbuch heraus und wollte Verleger werden.
Am 1. September 1866 gründete er in Breslau zusammen mit seinem Freunde Carl Coch die Buch- und Kunsthandlung Goerlich & Coch. Als Sortimentsbuchhändler begann er Werke in Verlag zu nehmen. 1871 errichtete er eine Filiale in Beuthen.
1873 war Koch verstorben und er verkaufte die Beuthener Filiale an Oscar Waeldner und seine Sortimentsbuchhandlung an Ulrich Putze, der sie 1887 an Gustav Wolff weiterverkaufte. Er konnte sich nun seinen Verlagsunternehmungen widmen und konnte Autoren heranziehen, deren Werke im Laufe der Jahre hohe Auflagen erlebten. Dazu zählten musiktheoretische Werke von Seminar-Oberlehrer Musikdirektor Bernhard Kothe,  Rechenbücher von Seminar-Oberlehrer L. Heinze und Seminardirektor Hübner sowie humoristische Werke in schlesischer Mundart von Rektor Hermann Bauch. Er begründete verschiedene Zeitungen und Zeitschriften, wie die Katholische Schulzeitung für Norddeutschland und die Praxis der katholischen Volksschule.
Er wirkte als Vorstandsmitglied in politischen und sozialen Vereinen und wurde zweimal in das Stadtverordnetenkollegium der Stadt Breslau berufen.